# Белоусов, Терентий Осипович
Тере́нтий О́сипович Белоу́сов (1874—1921) — учитель, депутат Государственной думы III созыва от Иркутской губернии.

## Биография

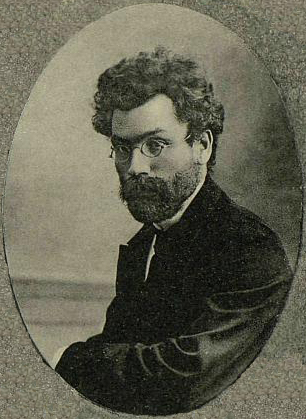
Т. О. Белоусов

Родился в семье крестьянина-старожила в деревне Бирюса Бирюсинской (Алзамайской) волости Нижнеудинского округа Иркутской губернии. Окончил местное приходское училище, затем городское училище в Нижнеудинске. В 1892 году выпускник Иркутской учительской семинарии, при выпуске получил диплом сельского учителя. С 1892 года служил учителем в Преображенском приходском училище, замечен жандармским управлением в предосудительной переписке с поднадзорным Иваном Медуниным.
Служил учителем в сёлах Преображенском, Подкаменном, Чечуйском, в городе Нижнеудинске, в селе Зиминском. Затем работал учителем начальной школы в селе Черемхово Балаганского уезда с жалованьем 1 тысяча рублей в год. Один из организаторов Иркутского отделения Всероссийского учительского союза; входил в его руководство. Состоял в иркутском обществе взаимопомощи учителей.
Широко печатался в сибирской периодике, таких газетах как «Сибирское обозрение», «Сибирь», и, в особенности, в газете «Восточное обозрение», в которой писал под псевдонимами «Скромный наблюдатель», а также Т. Бе—усов, Т. Б—сов или Т. Б—усов.
В 1905 году участвовал в конкурсе, предложенном иркутским подотделом Восточно-Сибирского отдела Императорского географического общества, на составление брошюры о земстве. Его брошюра «Что такое земство?» получила первую премию, и была опубликована тиражом в 25 тысяч экземпляров. 20 тысяч были распространены, а 5 тысяч экземпляров изъяты Иркутским генерал-губернатором генералом К. М. Алексеевым с резолюцией «до окончания военного положения на территории губернии». Один из организаторов «Сибирского союза», по словам охранного отделения, вместе артистом Императорского Мариинского театра Владимиром Ивановым Лосевым безуспешно пытался придать союзу социал-демократический характер.
Состоял в меньшевистском крыле Российской социал-демократической рабочей партии. В январе 1906 стал во главе социал-демократической группы в селе Черемхово.
Участвовал в выборах депутатов I, II, III Государственных дум. Во время выборной кампании в I Думу был избран выборщиком от Балаганского уезда в губернское избирательное собрание. В конце 1906 года при избрании в выборщики в депутаты II-й Государственной думы отстранён от партийной работы на время «в целях безопасности», но избран не был. После выборов вновь возглавил группу РСДРП в Черемхово. На выборах депутатов в III Думу был вновь избран выборщиком от Балаганского уезда.
15 декабря 1907 года избран во Государственную думу III созыва от общего состава выборщиков Иркутского губернского избирательного собрания на дополнительных выборах для определения одного депутата Думы от Иркутской губернии согласно измененному избирательному закону. Вновь избранный депутат Белоусов получил от крестьян такое напутствие: «Поезжай от нас, мы тебе верим, но в Думе не задирайся». В своём отношении от 26 января 1908 года иркутский генерал-губернатор сообщал П. А. Столыпину, что вновь избранный депутат «проявляет антиправительственную деятельность с осени 1905 года», а также стремится агитировать крестьян за «идеи вооружённого восстания для ниспровержения существующего государственного и общественного строя». Было обнаружено нарушение процедуры при выборах Белоусова, и думский отдел не согласился с правомочностью его избрания. Однако 1 февраля 1908 года на общем заседании Думы не было получено квалифицированное большинство за отмену итогов выборов, в результате чего Белоусов получил «депутатский мандат». В Думе он вошёл в состав социал-демократической фракции. По данным историков входил в меньшевистское крыло фракции, но по мнению охранного отделения (очевидно ошибочному) был большевиком. По сведениям агентов Охранки речь Белоусова по землеустройству, произнесенная на заседании Думы 12 октября 1909 года, была написана В. И. Лениным. В ней и доказывалось, что добиться подъема крестьянских хозяйств можно лишь путём ликвидации помещичьего землевладения, а предлагаемые меры, направленные на постепенное устранение чересполосицы, в ней объявлялись «второочередными вопросами».
Состоял во многих комиссиях Думы: земельной, финансовой, об охоте, по исполнению государственной росписи доходов и расходов, сельскохозяйственной, по городским делам, по переселенческому делу, а с конца 1-й сессии в ещё в трёх: бюджетной, по народному образованию и комиссии для выработки законопроекта об изменениях соответствующих статей действующего законодательства о крестьянах в отношении взимания и отправления натуральных и земельных повинностей. От имени Социал-демократической фракции выступил с заявлениями о решении голосовать против передачи в комиссию законопроекта об ассигновании 4 003 740 рублей на церковные школы; против утверждения Правил о съездах мукомолов и утверждения 64 новых должностей инспекторов народных училищ. В 1-ю сессию Думы был одним из наиболее деятельных её членов, выступал 14 раз на общедумских заседаниях. 12 февраля 1908 года выступил от имени социал-демократической фракции по поводу законопроекта о взимании налога с недвижимых имуществ: 

«Владельцы крупных многоэтажных и других роскошных домов, — заявил он, — могут вынести и более высокое обложение; нам думается, что на владельцах городских недвижимых имуществ… найдется большее количество шкур, которые можно содрать, чем на крестьянских и мещанских владельцах».
 В выступлении по вопросу финансирования народного образования он сказал: 

«может ли, бесправный, полуголодный, полунищий народный учитель… вселить в душу своих питомцев ту любовь к родине, о которой здесь, в этой Думе, так много говорят?»
16 ноября 1908 года Белоусов обратился с письмом к П. А. Столыпину с ходатайством о восстановлении в должности учителя народного училища Киселёва, отстраненного от преподавания «ввиду проведения им идей непризнания властей и неплатежа налогов». По сведениям Департамента полиции в 1909 году на имя Белоусова из Вены высылалась нелегальная газета «Правда».
В феврале 1912 года Белоусов вышел из состава социал-демократической фракции, не сложив с себя депутатских полномочий, и перешёл в группу беспартийных. Белоусов объяснял свой шаг желанием «приобщиться к органической работе третьей Думы». Белоусов писал: 

«Мой выход из с.-д. фракции, бессильно метавшейся от ликвидаторства к большевизму, не только не поднявшей своего авторитетного голоса в осуждение позорящей честь и достоинство с[оциал-]д[емократии] внутренней смуты, носителем коей является современный большевизм, но даже отдавшей в лице своего большинства симпатии этому миру, мой выход есть результат долгого раздумья, долгого мучительного наблюдения и долгих страстных, но к сожалению, бесплодных надежд увидеть то течение рабочей мысли, к коему я тяготею, господствующим».
 Уход Белоусова из думской фракции был единодушно осуждён социал-демократами всех направлений, включая и В. И. Ульянова, опубликовавшего под псевдонимом «Т» статью в газете «Звезда».
После окончания работы III Государственной Думы вернулся в Иркутскую губернию, но активной общественной деятельностью больше не занимался. Был болен туберкулёзом.
Детали дальнейшей судьбы неизвестны.

## Оценки современников и властей
По мнению охранного отделения: «Таковым <самым умным членом фракции>, несомненно, является Белоусов. В противовес Чхеидзе, это человек крайне спокойный и вдумчивый. Перед своими выступлениями он долго и упорно работает. Специальность его — аграрный вопрос, общая критика бюджета и по вопросам народного образования: технической постановки такового и внутреннего распорядка в учебных заведениях <так в тексте>. Со сведущими людьми всегда советуется долго и настойчиво. Заготовленные для него речи переписывает и перерабатывает. Состоит в четырех комиссиях фракции; лично переписывается с избирателями, посылая им отчеты и законопроекты. В С.-Петербурге посещал собрания профессиональных союзов и клубов, читая доклады о деятельности Думы и фракции»..

## Труды
- Белоусов Т. О. Сибирские вопросы в думских комиссиях. // Сибирские вопросы. № 39-40 (16 нояб.) (1908).
- Белоусов Т. Примерное ведомство (церковноприходские школы в Сибири). // Сибирские вопросы. 1910. № 4. — С. 23-31.
- Белоусов Т. О. Сибирь в кривом зеркале министра народного просвещения. // Сибирские вопросы. 1912. № № 9-10.
- Белоусов Т. О. [Письмо в редакцию]. — «Живое Дело», Спб., 1912, No 7, 2 марта, стр. 3. Под общ. загл.: Вокруг Думы.
- Белоусов Т. О. [Письмо в редакцию]. — «Речь», Спб., 1912, № 54 (2008), 25 февраля (9 марта), стр. 7, в отд.: Письма в редакцию.

### Рекомендуемые источники
- Родионов Ю. П. Т. О. Белоусов возражает В. И. Ленину (неопубликованная статья иркутского депутата III Государственной думы) // Проблемы историографии, источниковедения и исторического краеведения в вузовском курсе отечественной истории: тезисы докладов и сообщений научно-методической конференции/ Ом. гос. ун-т. — Омск, 1993. — С. 96-101.

#### Архивы
- Государственный архив Российской Федерации. Фонд 102. Опись 2. Дело 492. Лист 79;
- Российский государственный исторический архив. Фонд 1278. Опись 9. Дело 68.